# Экибэн

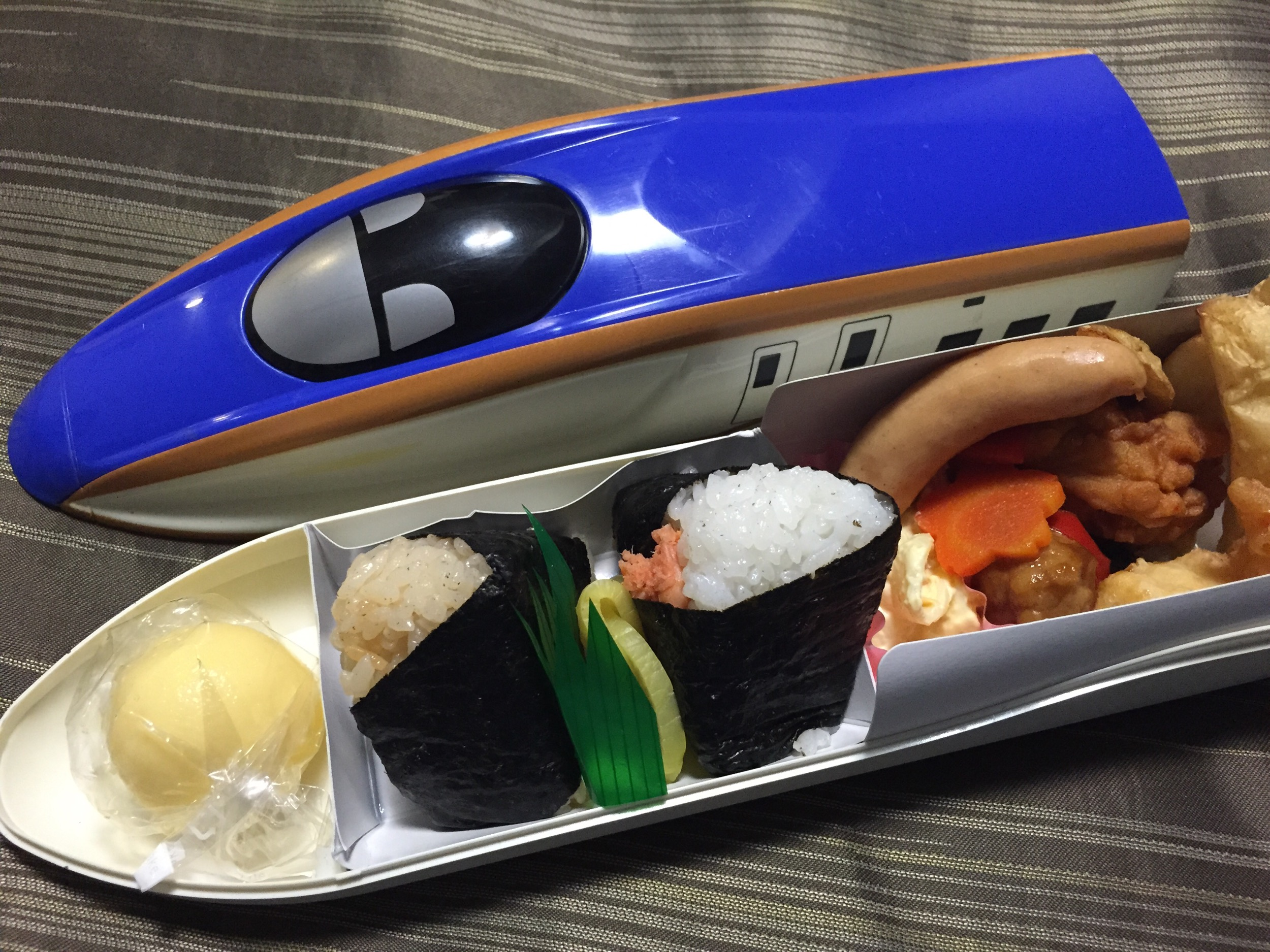
Коробочка экибэн в форме скоростного поезда Синкансэн.

Экибэн (яп. 駅弁, «станционный бэнто») — вид обедов бэнто, которые продаются в поездах и на железнодорожных станциях в Японии. В комплекте к обедам также идут одноразовые палочки и, при необходимости, ложки. Контейнеры для экибэн могут быть сделаны из пластика, дерева или керамики. Многие железнодорожные станции стали известными из-за возможности купить экибэн, составленных из местных блюд (токусанхин).
Экибэн впервые начал продаваться на станциях в конце XIX века из-за того, что в поездах было нужно подавать еду для длительных поездок. Популярность экибэн достигла пика в 1980-х годах и начала снижаться из-за большей доступности авиаперевозок и появления высокоскоростных поездов. Тем не менее, большое количество вариаций экибэн всё ещё продаётся в киосках на станциях, на платформах и внутри самих поездов. Некоторые из которых предлагаются в уникальных контейнерах, которые могут служить сувенирами для путешественников. Несмотря на снижающуюся популярность в 2000-х годах, экибэн всё ещё интересуют иностранных туристов.

## История
Слово экибэн произошло от слияния слов «эки» (яп. 駅) означающим «станцию» и «бэн» (яп. 弁), являющимся сокращением от «бэнто» (обеда, упакованного в коробочку). Перед началом эры железнодорожных перевозок, путешественники покупали еду или обеды в деревянных бэнто в чайных домиках. Кроме того, во время перерывов в представлениях театра кабуки, также можно было купить макуно-ути бэнто («коробочки еды для перерывов между действиями»). С появлением железных дорог, эти типы бэнто эволюционировали в экибэн. Считается, что первая продажа экибэна случилась на станции Уцуномия в 1885 году, когда линия компании Нихон тэцудо связала станцию Уэно с Токио. Изначально предлагавшиеся экибэн были очень простыми; так, на станции Уцуномия это были онигири, обёрнутые в молодые бамбуковые листья. Идея продажи блюда быстро распространилась по железнодорожным станциям и в 1888 году на станции Химэдзи стал продаваться уже стандартный экибэн с рисом и несколькими гарнирами.
В начале XX века многие станции стали предлагать экибэн, состоящий из местных блюд, из-за чего обед стал отличаться от обычного бэнто. Такие блюда являются уникальными для регионов Японии и часто бывает, что их можно найти только на железнодорожных станциях. Известным примером является икамэси — кальмар, начинённый рисом, подающийся на станции Мори на Хоккайдо. Изначально это был рецепт для экибэн, однако позже он стал значимым региональным блюдом. Во многих местах экибэн стали местными сувенирами для туристов из-за уникальных контейнеров и привлекательной упаковки.
После второй мировой войны объём железнодорожных перевозок в Японии вырос, а популярность экибэн стала ещё больше после выхода на экран, основанной на манге, драмы «Экибэн Хиторитаби» о человеке, который путешествует по всей Японии, чтобы попробовать экибэн. Предполагается, что на пике своей популярности в 1980-х годах ежедневно потреблялось 12 миллионов коробочек еды. Золотой век экибэн закончился в 1980-х, когда стали доступны массовые авиаперевозки и высокоскоростные поезда. До 1980-х авиаперелёты были дороже и путешественники предпочитали использовать поезда, которые были намного медленнее и потому экибэн был необходимостью для дальних поездок. Быстрые поезда, такие как Синкансэн также избавились от большого количества остановок на маршруте, что сказалось на популярности и некоторые станции больше не предлагают экибэн. С 1987 по 2008 год количество компаний-производителей экибэн снизилось на 50%.
Экибэн также доступен вне железнодорожных станций и продаётся в торговых центрах и аэропортах. Начиная с 1966 года, в различных торговых центрах проходят ежегодные ярмарки экибэн, самые крупные из которых устраиваются в универмаге Кэйо на станции Синдзюку в Токио и в универмаге Насин в Осаке.